# Dominic Sandbrook
Dominic Christopher Sandbrook (né le 2 octobre 1974) , est un historien, auteur, chroniqueur et présentateur de télévision britannique, .

## Jeunesse et carrière
Né à Bridgnorth, Shropshire, il fait ses études au Malvern College, et étudie l'histoire et le français au Balliol College, Oxford. Il passe par la suite une maîtrise en histoire à l'Université de St Andrews et un doctorat au Jesus College de Cambridge.
Auparavant maître de conférences en histoire à l'Université de Sheffield, il devient chercheur principal au Rothermere American Institute de l'Université d'Oxford et membre de sa faculté d'histoire. Dominic Sandbrook est par ailleurs professeur invité au King's College de Londres, écrivain indépendant et chroniqueur de journal. En 2007, il est désigné par les librairies Waterstones comme l'un des 25 auteurs du futur.

## En tant qu'auteur
Le premier livre de Sandbrook, une biographie de l'homme politique américain et candidat à la présidentielle Eugene McCarthy, s'est avéré extrêmement controversé lors de sa publication aux États-Unis en 2004. Écrivant pour H-Net (en), le forum interdisciplinaire pour les chercheurs en sciences humaines et sociales, David Stebenne déclare que le livre « décrit la vie et l'œuvre de McCarthy avec une grâce et une clarté exceptionnelles », et est « une très belle étude d'un personnage important que les étudiants sérieux de l'histoire américaine d'après-guerre voudront consulter. »  McCarthy lui-même qualifie le livre de « presque diffamatoire ».
En 2005, Sandbrook publie Never Had It So Good, une histoire de la Grande-Bretagne de la crise de Suez aux Beatles, 1956–63. Le livre est décrit comme un « riche coffre au trésor » par Anthony Howard dans le Daily Telegraph, qui écrit sur son « respect pour la portée et l'étendue des connaissances de l'auteur ». Nick Cohen écrit dans The Observer qu'il s'agit d'« un hommage à la compétence littéraire de Sandbrook que son érudition n'est jamais oppressante. Tour à tour délicieux et éclairant, il a produit un livre qui a dû être un travail énorme à écrire mais qui est un régal à lire »,.
La suite, White Heat, couvrant les années 1964-1970 et la montée et la chute du gouvernement travailliste de Harold Wilson, est publiée en août 2006. « Le livre de Sandbrook pourrait difficilement être plus impressionnant dans sa portée », explique Leo McKinstry dans The Times . « Il écrit avec autorité et a le souci du détail. »  En novembre 2009, il a été nommé par le Telegraph comme « l'un des livres qui ont défini les années 2000 ».
Contrairement à certains précédents historiens traitant des années 1960, Sandbrook soutient que la période est marquée par un fort conservatisme et un conformisme. Ses livres tentent de démystifier ce qu'il considère comme des mythes associés à l'époque, de la révolution sexuelle à la contestation étudiante, et il conteste la thèse de la « révolution culturelle » associée à des historiens comme Arthur Marwick. Charles Shaar Murray, pour The Independent, nomme Sandbrook « l'historien du sweat à capuche » et l'imagine « affalé dans le champ de tir tout en lançant tout ce qui passe pour des signes de gangs dans le département d'histoire de l'Université de Sheffield, et annonçant à Arthur Marwick, Jonathon Green et al . 'Vous êtes tous mi chiennes nuh.' »
Sandbrook poursuit son histoire de la Grande-Bretagne d'après-guerre avec State of Emergency (2010), couvrant la période 1970-1974, et Seasons in the Sun, qui mène l'histoire jusqu'à l'élection de Margaret Thatcher au poste de Premier ministre en 1979. Un cinquième volume, Who Dares Wins, couvrant la période 1979-1982, est publié en octobre 2019. Anthony Quinn, critique pour The Observer, décrit le livre comme « un voyage long, laborieux et assez agréable à travers la Grande-Bretagne au cours des trois premières années du gouvernement Thatcher ... d'une manière peu gratifiante dans son portrait de Thatcher, conscient des défauts dans son caractère et adroite pour confondre les mythes populaires. » Pour The Sunday Times, Piers Brendon déclare qu'il s'agit « d'un riche mélange de récit politique et de reportage social... érudit, accessible, bien écrit, plein d'esprit et incisif ».
Sandbrook est aussi l'auteur d'articles et de critiques pour le Daily Mail, The Sunday Times, The Sunday Telegraph, The Observer et The Daily Telegraph et intervient à la radio et à la télévision de la BBC. Sa série sur Radio 4 SlapDash Britain, retraçant l'ascension et la chute de la gouvernance britannique depuis la Seconde Guerre mondiale, est décrite par la critique radio Miranda Sawyer comme « très brillante ».

### Plagiat apparent
En février 2011, Michael C. Moynihan identifie plusieurs cas de plagiat apparent dans le livre de Sandbrook Mad as Hell . Moynihan exprime plus tard son étonnement sur le fait qu'il y ait eu peu de répercussions sur la carrière de Sandbrook. Il suggère que Sandbrook était à l'abri des critiques par ses relations sociales, expliquant : « Il y a un élément protecteur. Les copains des médias qui vont aux mêmes dîners et tout le reste. » 
Dans une interview avec Brendan O'Neill, Sandbrook rejette les allégations et déclare que « le fait que Mad as Hell ait ensuite été publié en livre de poche sans aucun changement « raconte sa propre histoire ». » Il soutient qu'il « a mis ses sources en notes de bas de page, et si les livres d'histoire populaires semblent parfois familiers, c'est parce qu'il n'y a qu'un nombre limité de façons de dire les choses ».

## Télévision et radio
| An   | Titre                                                       | Diffuseur | Remarques |
| ---- | ----------------------------------------------------------- | --------- | --- |
| 2009 | Archive on 4 : The Anniversary Anniversary                  | Radio 4   | Un examen des obsessions des gens pour les anniversaires |
| 2009 | Archive on 4 : Pinter On Air                                | Radio 4   | Discuter du rôle des drames télévisés et radiophoniques dans l'établissement de la réputation de Harold Pinter                                                                     |
| 2010 | SlapDash Britain                                            | Radio 4   | Une série en deux parties examinant la bureaucratie et l'incompétence du gouvernement britannique depuis les années 1950                                                           |
| 2010 | Archive on 4 : A Working-class Tory Is Something To Be      | Radio 4   | Avec David Davis. Une exploration de l'histoire des conservateurs de la |
| 2011 | Archive on 4 : Mind Your PMQs                               | Radio 4   | L'histoire et le rôle des questions du premier ministre |
| 2011 | The People's Post: A Narrative History of the Post Office   | Radio 4   | Une série en 15 parties examinant l'histoire du Royal Mail |
| 2012 | Archive on 4 : Turning in                                   | Radio 4   | L'histoire du divertissement radiophonique britannique |
| 2012 | The 70's                                                    | BBC Two   | Une histoire en 4 parties de la Grande-Bretagne dans les années 1970 |
| 2013 | Das Auto: The Germans, Their Cars and Us                    | BBC Two   | L'ascension de l'industrie automobile d' |
| 2013 | Strange Days: Cold War Britain                              | BBC Two   | Une histoire de la Grande-Bretagne pendant la guerre froide |
| 2014 | Learning to Listen                                          | Radio 4   | Le développement des habitudes d'écoute de la radio dans les années 1920 et 1930                                                                                                   |
| 2014 | Tomorrow's Worlds: The Unearthly History of Science Fiction | BBC Two   | Une histoire de la science-fiction en |
| 2014 | Archive on 4 : The Eccentric Entrepreneur                   | Radio 4   | La vie du capitaine Leonard Plugge |
| 2015 | Let Us Entertain You                                        | BBC Two   | Une histoire en 4 parties de la culture britannique d'après-guerre |
| 2015 | Archive sur 4 : The Future Of The BBC: A History            | Radio 4   | Une histoire de la BBC et comment elle devra peut-être changer pour survivre |
| 2016 | The 80s with Dominic Sandbrook                              | BBC Two   | Une histoire en trois parties de la Grande-Bretagne dans les années 1980 |
| 2016 | Future Tense - The Story of H.G. Wells                      | BBC One   | Examine comment l'éducation de la classe moyenne inférieure de HG Wells dans les comtés de banlieue du sud-est de l'Angleterre a influencé ses premiers écrits de science-fiction. |

## En ligne
- The Rest is History, Goalhanger Films, podcast avec l'historien Tom Holland [36]

## Publications
- (en) Eugene McCarthy : The Rise and Fall of Postwar American Liberalism, New York, Alfred A. Knopf, 2004 (ISBN 978-1-400-04105-3, OCLC 53831429, lire en ligne)
- (en) Never Had It So Good : A History of Britain from Suez to the Beatles, Londres, Little, Brown, 2005 (ISBN 978-0-316-86083-3, OCLC 57355011)
- (en) White Heat : A History of Britain in the Swinging Sixties, Londres, Little, Brown, 2006 (ISBN 978-0-316-72452-4, OCLC 475427807)
- (en) State of Emergency : The Way We Were: Britain, 1970–1974, Londres, Allen Lane, 2010 (ISBN 978-1-846-14031-0, OCLC 762352562)
- (en) Mad As Hell : The Crisis of the 1970s and the Rise of the Populist Right, New York, Alfred A. Knopf, 2011 (ISBN 978-1-400-04262-3, OCLC 711985081)
- (en) Seasons in the Sun : The Battle for Britain, 1974-1979, Londres, Allen Lane, 2012 (ISBN 978-1-846-14032-7, OCLC 823589868)
- (en) The Great British Dream Factory : The Strange History of Our National Imagination, Londres, Allen Lane, 2015 (ISBN 978-0-241-00465-4, OCLC 928387209)
- (en) Who Dares Wins : Britain, 1979-1982, Londres, Allen Lane, 2019 (ISBN 978-1-846-14737-1, OCLC 1123871965)